# Langdon Winner

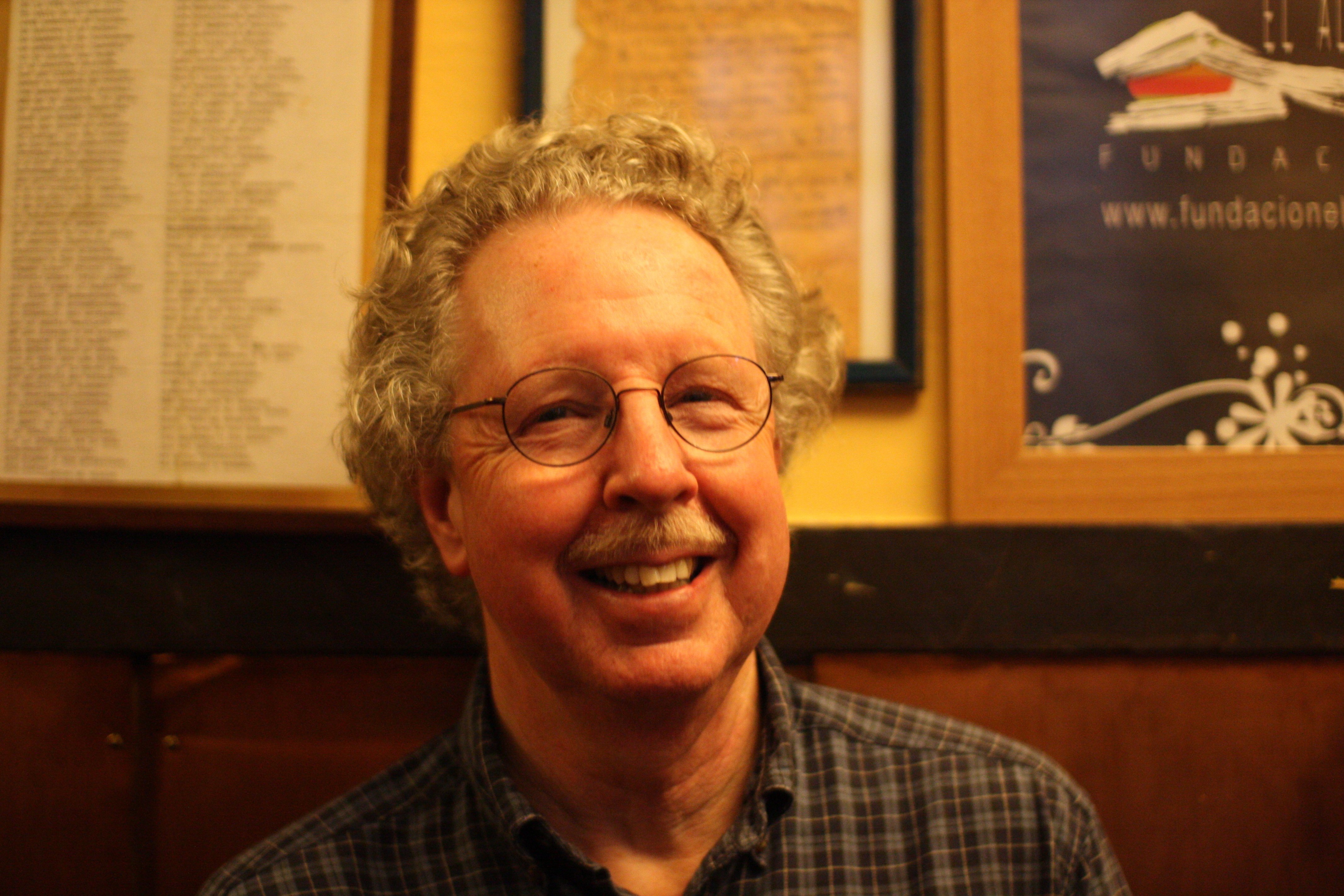
Langdon Winner

Langdon Winner (* 7. August 1944 in San Luis Obispo, Kalifornien) ist ein US-amerikanischer Technikphilosoph und Professor am Rensselaer Polytechnic Institute in Troy, New York. Bekanntheit erlangte Winner durch Publikationen wie Autonomous Technology (1977), The Whale and the Reactor (1986) und seinen Aufsatz Do Artifacts Have Politics? (1980).
Winner vertritt die These, dass technische Gegenstände, in der Technikphilosophie Artefakte genannt, eine ihnen innewohnende politische Wirkmächtigkeit besitzen. Die Entwicklung technischer Artefakte sei weder allein als Folge menschlicher Entscheidungen, das heißt sozialkonstruktivistisch erklärbar, noch seien die von ihnen hervorgerufenen sozialen, politischen und kulturellen Anpassungen ausschließlich durch sie festgelegt, also technisch determiniert.

## Leben
Langdon Winner wurde in San Luis Obispo, Kalifornien, geboren und wuchs dort auf. In den späten 1960er und frühen 1970er Jahren schrieb Winner Artikel für die Musikzeitschrift Rolling Stone. 1966 erwarb Winner an der University of California, Berkeley einen Bachelor-, 1967 einen Master- und 1973 einen Ph.D.-Abschluss in Political Science. Es folgten verschiedene Anstellungen an Universitäten in den USA und Europa, unter anderem an der Universität Leiden, am Massachusetts Institute of Technology und an der New School for Social Research.
Seit 1990 ist Winner Professor für Political Science am Department of Science and Technology Studies des Rensselaer Polytechnic Institute (RPI) in Troy, New York. Von 1991 bis 1993 war Winner Präsident der Society for Philosophy and Technology. Momentan (2016) arbeitet Winner an einer Publikation zu nachhaltiger Technologie und politischen Dimensionen von Design-Entscheidungen. 2020 erhielt er den John Desmond Bernal Prize der Society for Social Studies of Science.
Winner lebt mit seiner Frau Gail P. Stuart und seinen drei Kindern in Valatie, New York.

## Politische Dimensionen der Technik

### Verknüpfung von„politics“und„technology“
Langdon Winner knüpft in seinem Aufsatz Do Artifacts Have Politics? an den Technikdiskurs der damaligen Zeit an, den er darin zusammenfasst, inwiefern technische Artefakte bzw. Technologien, wie die Atomenergie, Auswirkungen auf das politische System und die Gesellschaft haben. Artefakt meint in diesem Zusammenhang allgemein einen von Menschen geschaffenen technischen Gegenstand. Edmund Husserls Ausspruch „Zu den Sachen selbst“ zitierend, appelliert Winner daran, die politische Wirkmächtigkeit von Artefakten und Technologien, wie sie von ihnen selbst ausgeht, vor die Betrachtung der ihnen bloß zugrundeliegenden sozialen Beziehungen zu stellen. Unter „technology“ versteht Winner „alles moderne, praktische Geschick“, unter „politics“ „Anordnungen von Macht und Autorität innerhalb gesellschaftlicher Zusammenschlüsse“ und ihrer Auswirkungen.
Als Beispiel für die Verkörperung einer politischen Ordnungsstruktur führt Winner das Beispiel von Brückenkonstruktionen über den Wantagh Parkway des Architekten Robert Moses an. Mit diesen Brücken habe Moses soziale Ungleichheiten erzeugt, indem er seine Brücken deshalb so niedrig gebaut habe, damit keine Linienbusse diese Straße befahren konnten, womit der öffentliche Nahverkehr zugunsten von PKWs eingeschränkt worden sei. Winner betont jedoch, dass nicht nur eine explizit politische Intention technische Artefakte zu einem Politikum machen; ihr „Design“ kann auch unbewusst politisch aufgeladen sein. Dazu skizziert Winner den Fall einer Erntemaschine, die die klassischen Erntehelfer zunehmend verdrängt und großflächige landwirtschaftliche Anbaugebiete begünstigt hat. Die Universität, die die Maschine entwickelt hat, habe diese Konsequenzen allerdings nicht beabsichtigt. Diese Phänomene deuten darauf hin, dass Technologie selbst die Verkörperung von Macht- und Ordnungsstrukturen sei, die die Gesellschaft strukturiert und diese Struktur zunehmend zementiert.

### Historische Analyse
Zwar gesteht Winner zu, dass die spezifische Struktur einer Technologie mit ihren politischen Konsequenzen auch flexibel gestaltet werden kann, doch stellt sich für ihn die Frage, ob bestimmte Technologien bestimmte Macht- und Ordnungsstrukturen erfordern. Bereits Platon habe sich mit dieser Frage beschäftigt und am Beispiel eines Schiffes verdeutlicht, dass auch im Staat ein effektives Regieren nur auf Grundlage starker Autorität möglich sei. Dieser Gedanke werde mit Friedrich Engels fortgeführt, dem zufolge die Arbeitsorganisation für den Betrieb einer Windmühle, einer Eisenbahn oder eines Schiffes notwendig aus hierarchischen Strukturen um Autorität und Unterordnung bestehe, weil die Technologien selbst sie erforderlich machen. Hingegen sehe Karl Marx in der Technologie die Basis für das Aufbegehren gegen Autorität und Kapitalismus. Alle bisherigen sozialistischen Revolutionen seien durch diese ideologische Spannung gekennzeichnet gewesen, so Winners abschließender Kommentar.

### Arbeitsorganisation und gesellschaftliche Rückwirkungen
Ausgehend vom historischen Rückblick fasst Winner zwei Thesen zusammen, die in Bezug auf Arbeitsorganisationsformen und Technik in der Forschung vertreten werden: Eine These besage, dass eine bestimmte Technologie auch eine bestimmte Arbeitsorganisation „erfordert“, die das Funktionieren dieser Technologie garantiert. Eine andere These laute, dass es bestimmte Technologien gibt, die zumindest sehr „kompatibel“ sind mit einer bestimmten Arbeitsorganisation. Während Atomkraftwerke streng hierarchisch geführt werden, biete sich für Solaranlagen auch eine demokratische Arbeitsorganisation an, um ihren Betrieb zu gewährleisten, ohne dass diese Form zwingend erforderlich sei. Darüber hinaus unterscheidet Winner zwischen Thesen, die allein den inneren Kern der Arbeitsorganisation betreffen („internal“), und solchen, die diese in Kontext zu außerhalb der Technik liegenden gesellschaftlichen Umständen setzen („external“).
Winner vertieft dieses Thema, indem er der Frage nachgeht, ob die jeweilige Arbeitsorganisationsform tatsächlich immerzu von der Technologie selbst herrührt oder das Produkt einer wirtschaftlichen oder staatlichen Elite darstellt. Während Winner zugesteht, dass die Atombombe als inhärent politisches Artefakt notwendigerweise einer autoritären, staatlichen Kontrolle bedarf, weist er an anderer Stelle darauf hin, dass die Leitung von Fabriken, Eisenbahngesellschaften etc. nicht unbedingt einen streng hierarchischen Aufbau voraussetzt, sondern auch demokratisch organisiert werden könne. Doch um die Frage beantworten zu können, ob Technologie eine bestimmte Arbeitsorganisation verlangt, müssen moralische Aspekte mitbetrachtet werden, die, so Winner, dabei häufig im Schatten eines Nützlichkeitsdenkens stehen. Die moralischen und politischen Korrelate dieser Denkweise müssten freigelegt und mit anderen moralischen wie politischen Fragen um Gleichheit und Gerechtigkeit abgewogen werden.
Für eine Rückwirkung von Unternehmensstruktur und Arbeitsorganisation auf die Gesellschaft spreche, dass auf Krisensituationen statt mit Dezentralisierung zumeist mit dem Ruf nach starker politischer Führung reagiert werde analog zu einer streng hierarchischen Unternehmensstruktur. Zumal Winner befürchtet, dass für den Preis wirtschaftlicher Effizienz zunehmend Bürgerrechte beschnitten werden. Mit der Etablierung einer Technologie passen sich auch gesellschaftliche Strukturen an sie an, deren negative Folgen für die Gesellschaft es daher vorausschauend zu kalkulieren gelte, ehe dieser Prozess in Aktion trete. Nicht jede Technologie besitzt die Flexibilität, gibt Winner zu verstehen, durch politische Entscheidungen nachträglich an soziale Maßstäbe ausgerichtet zu werden. Die gesellschaftlichen Folgen, die aus feststehenden unveränderlichen Eigenschaften einer Technologie erwachsen, seien vermittelt durch arbeitsorganisatorische und allgemein gesellschaftliche Rahmenbedingungen, in denen eine Technologie betrieben wird. Die Justierung der verschiedenen technischen Parameter erlaube jedoch nur eine graduelle Verschiebung, keine kategoriale Neuverortung einer Technologie und ihres Wirkungsfeldes im gesellschaftlichen Bereich.

### Kontextabhängigkeit und politisches Bewusstsein
Die kontextuelle Dimension von Technik müsse daher verstärkt berücksichtigt werden. Diese illustriert Winner mit dem bereits genannten Schiff-Beispiel. Auf See möge ein Kapitän als zentrale Befehlsgewalt mit Gehorsam leistenden Seeleuten unerlässlich sein, an Land dagegen kann das Schiff problemlos von einer einzigen Person instand gehalten werden. Daher erschließe sich die volle Tragweite eines technischen Designs erst in ihrer Einbettung in einem bestimmten gesellschaftlichen bzw. funktionalen Kontext. In der heutigen Zeit neigt man außerdem dazu – und davor warnt Winner –, einschneidende Veränderungen im alltäglichen Leben in Form von technischen Innovationen stillschweigend hinzunehmen, während vergleichbare Veränderungen infolge eines politischen Beschlusses großen Widerstand auslösen würden. Winner resümiert, dass es nun darum gehen muss, das gesellschaftliche Bewusstsein für den politischen Gehalt technischer Artefakte zu schärfen.

## Rezeption
In seiner Rezension zu Autonomous Technology für die Zeitschrift Technology and Culture hielt Stanley R. Carpenter 1978 Langdon Winners Argumente für „überzeugend“. Außerdem sei das Werk „the best introduction to technology studies available today“. 1997 bezeichnete Pascal G. Zachary im Wall Street Journal Winner als „the leading academic on the politics of technology“.
Mark Elam weist Langdon Winners Anti-Konstruktivismus zurück und wirft ihm im Gegenzug moralische Überheblichkeit vor.
Bernward Joerges kritisiert Winners Beispiel der tiefgebauten Brücken von Robert Moses. Joerges zweifelt nicht nur Moses’ politische Intention an, sondern auch die Endgültigkeit der Auswirkungen von Technik und plädiert vielmehr in Anlehnung an Bruno Latours Akteur-Netzwerk-Theorie für eine solche Kontingenz von Technik, deren Auswirkungen sich nicht auf der politischen Ebene erschöpft. Dass der Technik nicht an sich eine politische Gewalt innewohnt, veranschaulicht Joerges mit einem Beispiel Latours: Eine automatische Türschließvorrichtung „diskriminiere“ kleine und alte Leute, Möbelpacker und allgemein Leute, die Pakete tragen. Daraus ergebe sich eine Diskriminierung der gesamten Unter- und Mittelschicht, insofern sie sich keinen Butler leisten können, der den zuweilen störenden Schließmechanismus der Tür beseitigt.
Mit diesem bewusst absurden Beispiel möchte Joerges verdeutlichen, dass eine Technologie nicht in jeder Situation politisch bzw. gesellschaftlich wirksam ist. Es sind daher die Beziehungen („associations“), in denen die Technik steht, die seine Wirkungen konstituieren. Die Kontingenz der Technik liegt also in der Kontingenz der eingerichteten und einzurichtenden Beziehungen, die das Wirkungsfeld der Technik immer wieder neu abstecken.

## Publikationen (Auswahl)

### Aufsätze
- Do Artifacts Have Politics? In: Daedalus. Band 109, Nr. 1, 1980, S. 121–136 (PDF-Datei; 5,5 MB).
- Technologies as Forms of Life. In: Robert S. Cohen, Marx W. Wartofsky (Hrsg.): Epistemology, Methodology, and the Social Sciences (= Boston Studies in the Philosophy of Science. Band 71). Springer, Dordrecht 1983, S. 249–263 (PDF-Datei, 764 kB).
- Upon Opening the Black Box and Finding It Empty: Social Constructivism and the Philosophy of Technology. In: Science, Technology, & Human Values. Band 18, Nr. 3, 1993, S. 362–378 (PDF-Datei; 1,6 MB).
- How Technology Reweaves the Fabric of Society. In: The Chronicle of Higher Education. Band 39, Nr. 48, 1993, S. B1–B3.
- Information Technology and Educational Amnesia. In: Policy Futures in Education. Band 7, Nr. 6, 2009, S. 587–591 (PDF-Datei; 81,3 kB).
- Ortega’s Tragicomedy of Technology: Our Starring Role. In: International Journal of Technology, Knowledge and Society. Band 7, Nr. 4, 2011, S. 109–118.

### Monographien
- Autonomous Technology: Technics-out-of-Control as a Theme in Political Thought. M.I.T. Press, Cambridge/London 1977, ISBN 978-0-262-73049-5.
- The Whale and the Reactor: A Search for Limits in an Age of High Technology. University of Chicago Press, Chicago/London 1986, ISBN 978-0-226-90211-1.

### Herausgeberschaft
- Democracy in a Technological Society (= Philosophy and Technology. Band 9). Kluwer, Dordrecht 1992, ISBN 978-90-481-4210-1.